# Mendy – das Wusical

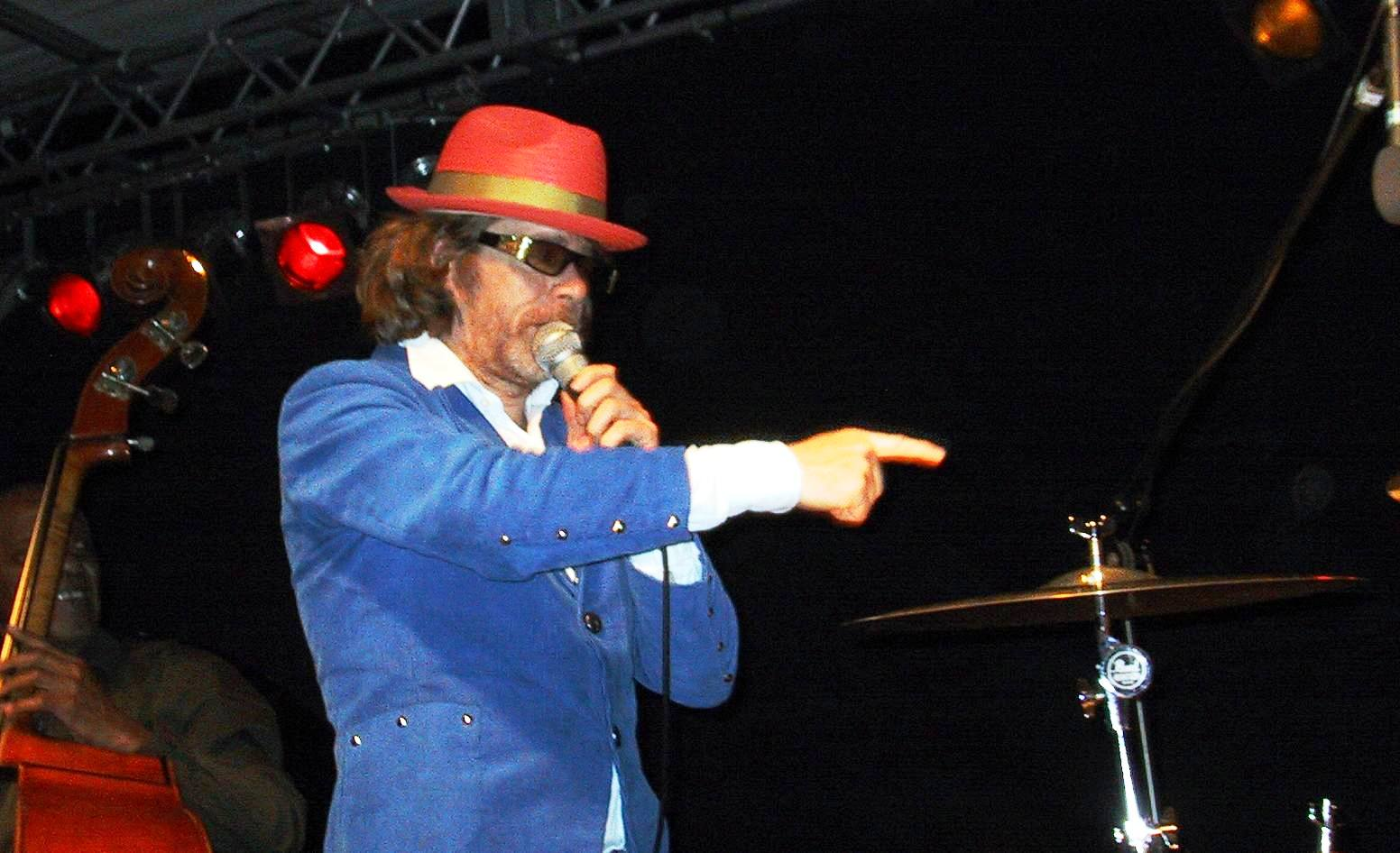
Helge Schneider. Autor und Regisseur von Mendy – das Wusical.

Mendy – das Wusical ist das erste Theaterstück des Mülheimer Jazzkünstlers Helge Schneider und der Filmemacherin Andrea Schumacher. Es ist eine Auftragsarbeit für das Schauspielhaus Bochum. Unter Schneiders Regie feierte es am 17. April 2003 Premiere.
2007 wurde das Stück am Thalia Theater Halle aufgeführt. Das Stück wurde auch als von Schneider gelesenes Hörbuch produziert.

## Inhalt
Das Stück parodiert das für junge Mädchen gemachte Pferdemagazin Wendy.
Die Handlung beschreibt obskure Ereignisse im Leben der Hauptperson Wendy und ihrer Familie. Der Vater sitzt seit einem Reitunfall mit Wendys sprechendem Pferd Mocca im Rollstuhl. Die korpulente Mutter, genannt „Lady Mama“, hat eine Affäre mit dem Knecht des Hofes, die sie nicht vor ihrem invaliden Mann verbirgt. Durch eine Verkettung unglücklicher Umstände erschlägt sie den Knecht versehentlich mit einer Axt. Der Vater verkauft Mocca an einen Schlachter, um sich von dem Geld Ersatzreifen für seinen Porsche zu kaufen. Um ihr Pferd zu retten, nimmt Wendy Moccas Platz auf der Schlachtbank ein. Vater, Mutter und Schlachter stimmen dem Tausch zu. In der folgenden Nacht überfährt der Vater, von Gewissensbissen geplagt, seine Frau auf dem Weg zum Schlachthof. Dort befreit er die Tiere und Wendy, kommt aber selbst ums Leben. In der Schlussszene gesteht Mocca seiner Besitzerin Wendy, dass er kein Pferd, sondern ein Mensch ist.
Wann immer eine Person in dem Stück stirbt, tritt der Tod in der Figur des „schwarzen Vogels“ auf und nimmt der sterbenden Figur ein weißes Tuch mit der Aufschrift „Seele“ ab.

## Darsteller

### Schauspielhaus Bochum
Die Darsteller der Uraufführung am Schauspielhaus Bochum waren:
- Julie Bräuning (Wendy)
- Martina Eitner-Acheampong (Mutter)
- Bernd Rademacher (Vater)
- André Meyer (Mocca)
- Martin Horn (Knecht, Ziege Roland, 2. Polizist)
- Tana Schanzara (Mutter des Knechts, Kuh Lisa, Kellnerin)
- Alexander Maria Schmidt (Schwarzer Vogel, Pferd Boris)
- Manfred Böll (Schlachter, Pferd Flying Tambourine, Hauptkegel)
- Franz Xaver Zach (Chefpferd, Security, Kontrolleur)
- Johann von Bülow (Pferd Dr. Reiner Klimke, Porscheverkäufer, 1. Polizist, Schaf Dolly, Pausenpolizeihähnchen)
- Thomas Limpinsel (Pferd Thorsten, Kuh Zenzi)

Musiker:
- Jochen Bosak (Piano)
- Karlos Boes (Saxofon)
- Mike Gosen (Schlagzeug, Percussion)

## Rezeption
„Der wahre Helge Schneider-Fan wird dieses Theaterstück lieben. Anderen wird es vielleicht auf Dauer doch etwas zu anstrengend. (...) Eine absurde Geschichte für alle Ponyhof-Fans und Splatter-Narren. Helge Schneider ist eben doch der Peter Jackson des Ruhrgebiets.“

„Helge Schneider setzt auf Pferde, seine so dämliche wie durchgeknallte Story (Mitarbeit: Andrea Schumacher) scheint einem Teenie-Magazin entlaufen (...) Gewiehert wird vor allem im Parkett. Denn „Mendy - das Wusical“ ist auch ein Trojanisches Pferd, mit dem Intendant Matthias Hartmann die Spaßkultur seines Vorgängers Leander Haußmann wieder ins Haus läßt. Szenenapplaus donnerte nach zehn Minuten, und als am Ende das „Ich bin ein Mensch“ zu einer „We are the world“ parodierenden Beglückungshymne aufschäumte, standen die Fernsehkameras schon vor der ersten Reihe.“

„Helge Schneider hält, was Helge Schneider verspricht.“